# Jeżowe
Jeżowe – wieś w Polsce, położona w województwie podkarpackim, w powiecie niżańskim, w gminie Jeżowe. Jest jedną z największych wsi w Polsce, zaś 7. na Podkarpaciu.
Na terenie wsi utworzono pięć sołectw: Jeżowe Centrum (w roku 2020 było 1625 mieszkańców), Jeżowe Podgórze (1871), Jeżowe Zagościniec (906), Jeżowe Kameralne (746) i Jeżowe Zaborczyny (142)
W latach 1954–1972 wieś należała i była siedzibą władz gromady Jeżowe. W latach 1975–1998 miejscowość administracyjnie należała do województwa tarnobrzeskiego.
Jeżowe zostało założone przez króla Zygmunta Augusta w roku 1554. Przed rokiem 1748 wieś znana była pod nazwami Jeżów, Jeżowo i Wola Jeżowa.

## Położenie
Jeżowe położone jest na północy województwa podkarpackiego, w odległości 39 km od Rzeszowa, w powiecie niżańskim. Miejscowość leży z dala od wielkich i tłocznych aglomeracji. Ciągnie się wzdłuż rzeki zwanej Jeżówką. Przez jej obszar biegnie droga ekspresowa S19 relacji Rzeszów – Lublin, droga wojewódzka nr 878 i droga wojewódzka nr 861 relacji Bojanów – Kopki.

## Części wsi
| SIMC    | Nazwa       | Rodzaj     |
| ------- | ----------- | ---------- |
| 0795502 | Błądki      | przysiółek |
| 0795436 | Grądy       | część wsi  |
| 0795519 | Kameralne   | przysiółek |
| 0795525 | Kowale      | przysiółek |
| 0795531 | Okolisko    | przysiółek |
| 0795548 | Pikuły      | przysiółek |
| 0795442 | Podborczyny | część wsi  |
| 0795459 | Poddaństwo  | część wsi  |
| 0795465 | Podgórze    | część wsi  |
| 0795471 | Podolszyny  | część wsi  |
| 0795554 | Walisko     | przysiółek |
| 0795560 | Zaborczyny  | przysiółek |
| 0795577 | Zagościniec | przysiółek |
| 0795583 | Zagrody     | przysiółek |
| 0795488 | Zanawsie    | część wsi  |
| 0795494 | Zaolszyny   | część wsi  |

## Religia
W Jeżowem znajdują się 2 parafie rzymskokatolickie, które należą do dekanatu rudnickiego:

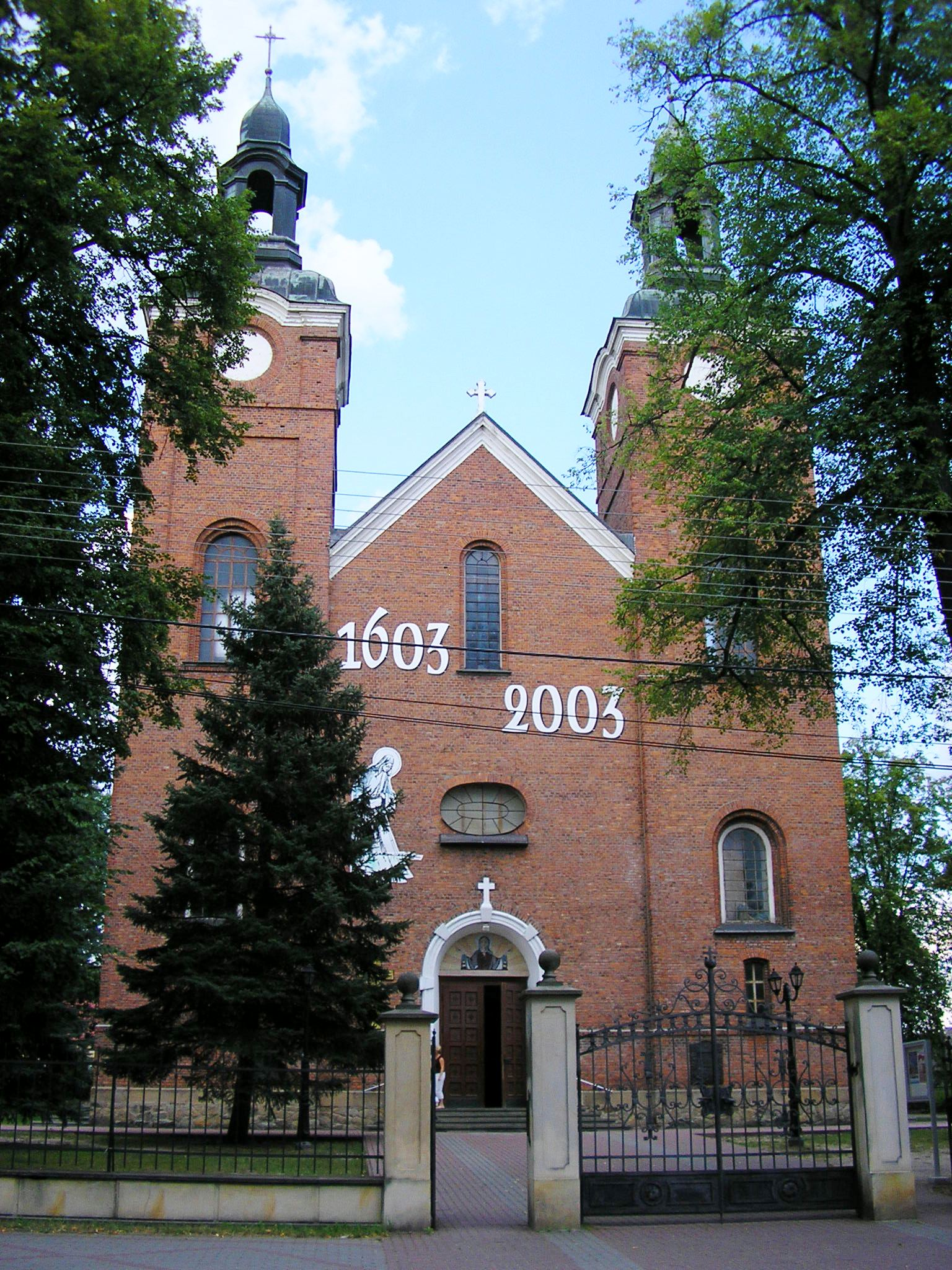
Kościół Narodzenia NMP

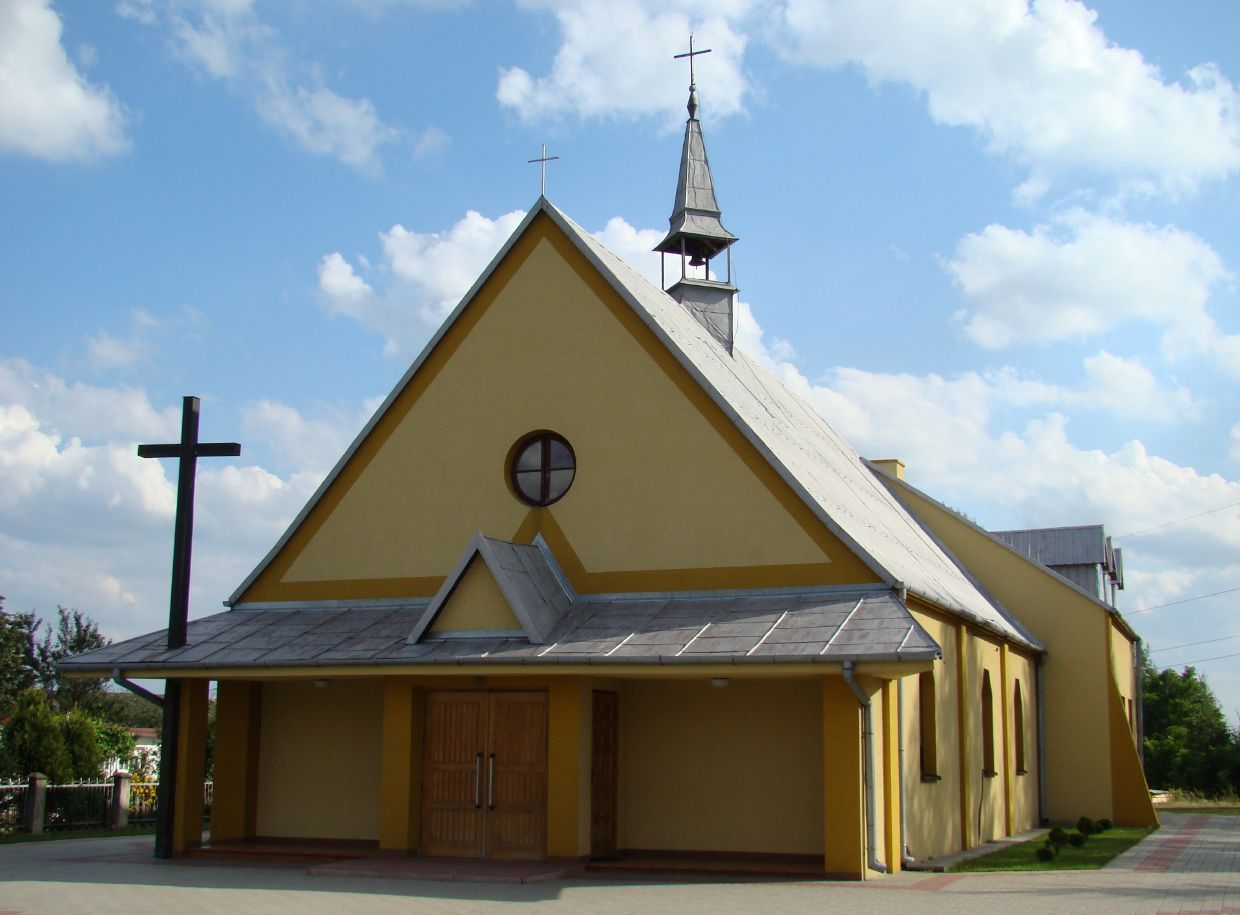
Kościół Świętego Jana Chrzciciela (przed remontem)

- Parafia Narodzenia NMP
- Parafia Świętego Jana Chrzciciela

## Sport
- Klub Sportowy Sparta Jeżowe – założony w 1955[10]

## Atrakcje turystyczne
- Kościół Narodzenia NMP
- Muzeum Figur Chrystusa Frasobliwego
- Cmentarzysko kurhanowe (wpisane do rejestru zabytków)[11]
- Zbiornik wodny Kowale[12]

## Osoby związane z Jeżowem
- Ludwik Bielawski – proboszcz parafii Narodzenia NMP w latach 1958–1994
- Lidia Błądek – urodzona w Jeżowem – polska polityk, samorządowiec, nauczyciel akademicki
- Sebastian Lesiczka – polski poeta, wójt Jeżowego
- Mieczysław Ożóg – urodzony w Jeżowem – polski piłkarz[13]
- Genowefa Patla – urodzona w Jeżowem – polska lekkoatletka, oszczepniczka
- Anna Wielgosz – polska lekkoatletka, biegaczka, olimpijka – absolwentka jeżowskiego liceum ogólnokształcącego[14]